# Bojan Krkić (1965)
Bojan Krkić (in serbo Бојан Кркић?; Paraćin, 29 luglio 1962) è un ex calciatore jugoslavo, di ruolo attaccante.

## Biografia
È il padre di Bojan Krkić, anch'egli calciatore. Dal 1997  al 30 giugno 2011 ricoprì il ruolo di talent-scout alle dipendenze del Barcellona, ma giunto alla scadenza il contratto non venne rinnovato.